# Western Springs
Western Springs és una població dels Estats Units a l'estat d'Illinois. Segons el cens del 2000 tenia 12.493 habitants.

## Demografia
Segons el cens del 2000, Western Springs tenia 12.493 habitants, 4.318 habitatges, i 3.614 famílies. La densitat de població era de 1.834,1 habitants/km².
Dels 4.318 habitatges en un 42,8% hi vivien nens de menys de 18 anys, en un 76,1% hi vivien parelles casades, en un 5,8% dones solteres, i en un 16,3% no eren unitats familiars. En el 15% dels habitatges hi vivien persones soles el 8,5% de les quals corresponia a persones de 65 anys o més que vivien soles. El nombre mitjà de persones vivint en cada habitatge era de 2,89 i el nombre mitjà de persones que vivien en cada família era de 3,23.
Per edats la població es repartia de la següent manera: un 31% tenia menys de 18 anys, un 3,9% entre 18 i 24, un 25,1% entre 25 i 44, un 25,6% de 45 a 60 i un 14,4% 65 anys o més.
L'edat mediana era de 40 anys. Per cada 100 dones de 18 o més anys hi havia 90,5 homes.
La renda mediana per habitatge era de 98.876 $ i la renda mediana per família de 108.870 $. Els homes tenien una renda mediana de 82.580 $ mentre que les dones 41.214 $. La renda per capita de la població era de 43.699 $. Aproximadament el 0,7% de les famílies i el 0,9% de la població estaven per davall del llindar de pobresa.

## Poblacions properes
El següent diagrama mostra les poblacions més properes.